# Сверида
Сверида (рум. Sverida) — село в Каларашском районе Молдавии. Наряду с сёлами Онишкань и Хырбовэц входит в состав коммуны Онишкань.

## География
Село расположено на высоте 257 метров над уровнем моря.

## Население
По данным переписи населения 2004 года, в селе Сверида проживает 84 человека (41 мужчина, 43 женщины).
Этнический состав села:
| Национальность | Число жителей | Процентный состав |
| -------------- | ------------- | ----------------- |
| молдаване      | 79            | 94.05             |
| русские        | 3             | 3.57              |
| украинцы       | 2             | 2.38              |
| Всего          | 84            | 100%              |